# Spree (Schiff, 1882)
Die Spree war nach dem Umbau von 1962 bis 1964 das einzige Kabinenfahrgastschiff der DDR. Zuvor wurde das 1882 gebaute Binnenfahrgastschiff unter verschiedenen Namen und zuletzt als Wintermärchen II für Ausflüge in Berlin eingesetzt. 1994 wurde die Spree abgewrackt.

## Bau, Umbau und technische Daten
Das Schiff wurde 1882 bzw. nach anderen Angaben 1890 auf der Werft der Gebr. Suyver in Amsterdam gebaut und als Personen-Frachtdampfer bezeichnet. Das Schiff war bei Ablieferung 32,48 Meter lang und 5,28 Meter breit. Der Tiefgang betrug 1,42 Meter. Über den Antrieb liegen Informationen erst aus dem Jahr 1914 vor, als das Schiff eine Dreizylinder-Dampfmaschine erhielt, die auf einen Festpropeller wirkte. Der Dampfer war als Fahrgastschiff zunächst für 350 Passagiere zugelassen, 1937 dann für 309 Personen und 1959 für 297 Personen. In den frühen Jahren wurde das Schiff als Luxusdampfer vermarktet, der über Restauration, Konzertsaal, Damensalon und Spielzimmer verfügte. Zudem war das Schiff beheizt und konnte auch im Winter eingesetzt werden.
Von 1962 bis 1964 wurde das Schiff auf der Schiffswerft Georg Placke in Aken an Elbe grundlegend zum Kabinenschiff umgebaut: Die Länge verdoppelte sich auf 67,26 Meter, die neue Breite betrug 8,22 Meter, nur der Tiefgang blieb bei 1,42 Metern. Als Antrieb erhielt das Schiff einen Dieselmotor des VEB Schwermaschinenbau „Karl Liebknecht“ aus Magdeburg vom Typ SKL 8 NVD 36A, der 420 PS leistete. Er wirkte auf einen Festpropeller und ermöglichte eine Geschwindigkeit von 16,5 km/h. Das Schiff konnte 86 Passagiere befördern, die auf den beiden Decks in Zwei-, Drei- und Vierbettkabinen untergebracht waren. Neben dem Einsatz auf den ostdeutschen Binnengewässern erhielt das Schiff auch die Zulassung zum Befahren des Greifswalder Boddens und der Binnengewässer um die Insel Rügen.

## Geschichte
Über die Vor-Berliner Zeit des Schiffes ist wenig bekannt. Der erste Eigner war de Haan in Amsterdam, bei dem das Schiff unter dem Namen Handel verkehrte. Er verkaufte den Dampfer 1895 an P. F. Cretschmar & Co. in Düsseldorf, der dort den Namen Leopold Wilhelm erhielt. Vom Rhein wurde der Dampfer 1906 von der Berliner Reederei Heinrich Nobiling gekauft, die zunächst den Namen beibehielt. Erst 1912 wurde er in Wintermärchen umbenannt, der 1925 in Wintermärchen II und ab 1937 wieder in Wintermärchen geändert wurde. Nach dem Zweiten Weltkrieg wurde das Schiff 1949 von den ostdeutschen Behörden der DSU Personenschifffahrt in Berlin zugewiesen, da sich der Wohnsitz von Heinrich Nobiling in West-Berlin befand. Von dort wurde das Schiff an die VEB Kombinat Berliner Verkehrsbetriebe weitergegeben, bei der es 1959 den Namen Spree erhielt.
Nach dem Umbau von 1962 bis 1964 schrieb die Spree Schifffahrtsgeschichte, da sie das einzige Flusskreuzfahrtschiff der DDR wurde. In den ersten Monaten war die Spree zunächst in Berlin im Einsatz, bevor sie ab 1965 Flusskreuzfahrten zwischen Dresden und Prag durchführte. Ab 1970 war sie dann zwischen Potsdam und Magdeburg unterwegs und wechselte 1971 auf die Route zwischen Berlin und Stettin. Die Kreuzfahrten erfreuten sich großer Beliebtheit und das Schiff war durchgehend ausgebucht.
1982 wurde das Schiff ohne Begründung und ersatzlos außer Dienst gestellt. Nach Verhängung des Kriegsrechts in Polen 1981 und Schließung der Grenzen war das Befahren der Gewässer an der polnischen Grenze nicht mehr möglich. Das Schiff wurde noch zwölf Jahre als Hotelschiff genutzt und sollte zu einem Binnenschifffahrtsmuseum umgebaut werden. Mit der Deutschen Wiedervereinigung zerschlugen sich diese Pläne, das Schiffe diente noch als Lagerschiff in Fürstenwalde und wurde dort 1994 abgebrochen.